# Alvin Linnemann
Alvin Linnemann (22. september 1937 i København – 19. september 2011) var en dansk skuespiller.
Linnemann har haft en række mindre roller både på teatret og i spillefilm, men har aldrig haft store roller. Han har medvirket i Den grønne elevator og Landmandsliv, i Helsingør Revyen (1976 og 1977) og Nykøbing F. Revyen. Fra 1980 til 1997 var han parodist og showmaster i Vin og Ølgod i København.

## Filmografi
- Een pige og 39 sømænd (1965)
- Lille mand, pas på! (1968)
- Tandlæge på sengekanten (1971)
- Rektor på sengekanten (1972)
- Motorvej på sengekanten (1972)
- Fætrene på Torndal (1973)
- Pigen og drømmeslottet (1974)
- I Tyrens tegn (1974)
- Piger i trøjen (1975)
- Sømænd på sengekanten (1976)
- Piger i trøjen 2 (1976)
- Strømer (1976)
- Hopla på sengekanten (1976)
- Piger til søs (1977)
- Fængslende feriedage (1978)
- Krigernes børn (1979)
- Tre engle og fem løver (1982)

### Tv-serier
- Matador (1978-1981)
- En stor familie (1982-1983)
- TAXA (1997-1999)